# 托馬索·本維努提

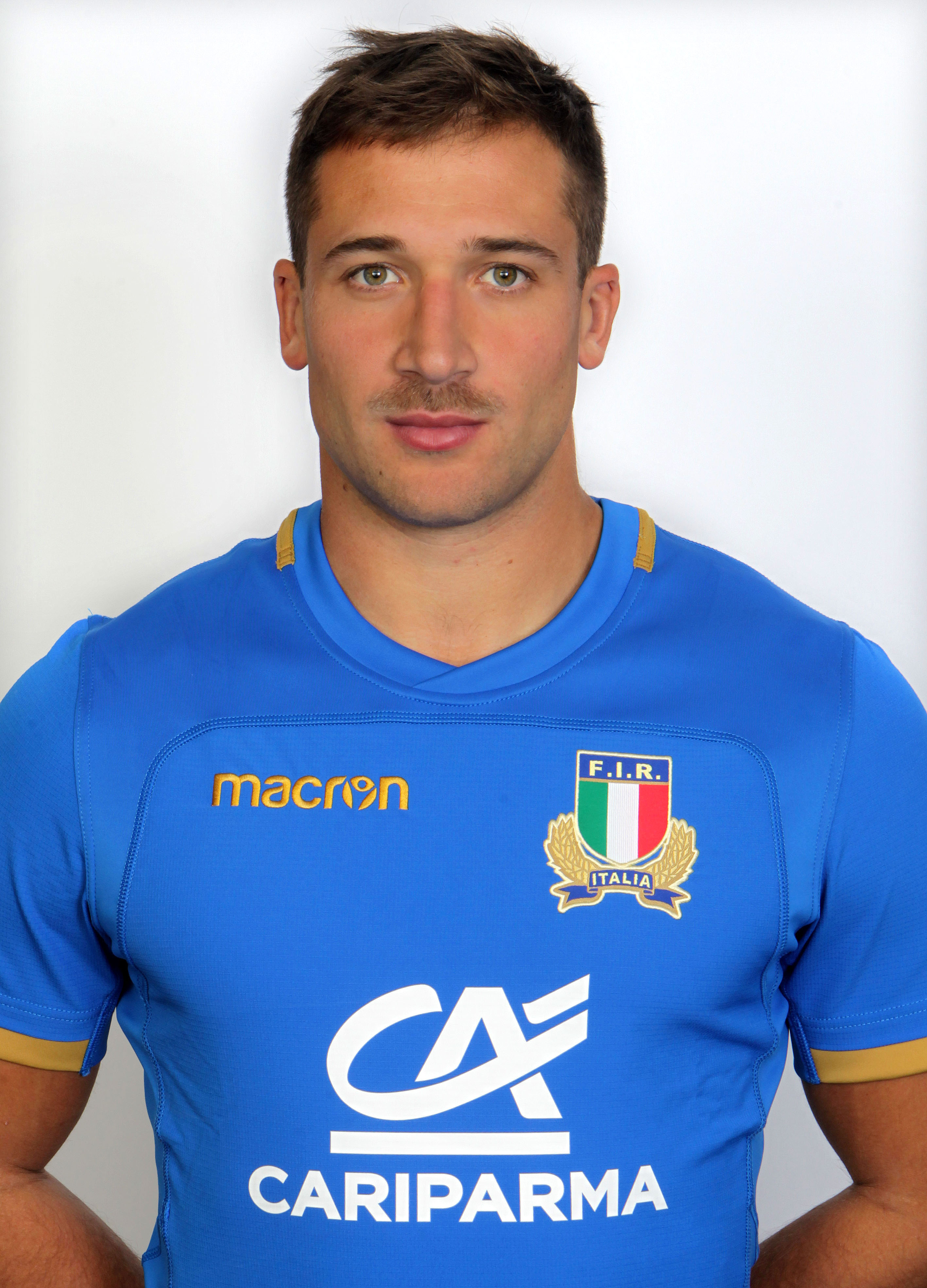

托馬索·本維努提（義大利語：Tommaso Benvenuti；1990年12月12日—）是一位意大利橄欖球運動員。他是意大利國家橄欖球隊的一員，代表意大利參加了2015年世界盃橄欖球賽。